# سوزان بيركنز
سوزان بيركنز (بالإنجليزية: Susan Perkins)‏ هي متسابقة ملكة الجمال وعارضة ومغنية أمريكية، ولدت في 28 أبريل 1954 في ميدلتاون في الولايات المتحدة.

## وصلات خارجية
- سوزان بيركنز على موقع IMDb (الإنجليزية)
- سوزان بيركنز على موقع قاعدة بيانات الفيلم (الإنجليزية)